# Николай (Озон)
Епи́скоп Никола́й (англ. Bishop Nicholas в миру Ияд Озон, англ. Iyad Ozone, араб. الأُسقُف نيكولاس أوزون‎; род. 4 января 1963, Дамаск) — епископ Антиохийской православной церкви, Майамский и Юго-Востока (Антиохийская православная архиепископия Северной Америки).

## Биография
Родился 4 января 1963 года в семье Вильяма и Нади Озон в Дамаске, Сирия. Первые 18 лет своей жизни он посеща Патриарший собор Антиохийской православной церкви во имя Успения Пресвятой Богородицы в Дамаске. Начальное и среднее образование получил во Французском светском лицее и Омийской гимназии.
В феврале 1981 года эмигрировал в США. С 1981 по 1985 года учился в Северо-Восточном университете города Бостона (штат Массачусетс), который окончил со степенью бакалавра по электротехнике и компьютерной инженерии. С 1985 по 1988 год продолжил образование в том же университете и получил степень магистра по компьютерной инженерии.
С 1985 по 1989, а затем также в 1992 году, преподавал в Вентвортском институте технологии в Бостоне. В 1992—1995 годах в том же университете также получил специализацию в области объектно-ориентированного проектирования, архитектуры и программирования.
С 1985 по 2003 год работал компьютерным инженером в ряде компаний по дизайну электроники. Занимал такие ведущие должности как ведущий архитектор программного обеспечения, основной инженер и менеджер программного обеспечения. Он представлял свои компании на многих конференциях в Швеции, Франции, Англии, Германии, Италии и США, а также выступал в качестве лектора по электронной схемотехнике, теории цепей и цифровым компьютерам в Технологическом институте Уэнтуорта в Бостоне (штат Массачусетс).
В то же время становился всё более деятельным прихожанином Бостонского Георгиевского храма Антиохийской православной церкви. Служил певчим. В 1998 году вошёл в приходской совет, помог основать и был избран суперинтендантом приходской школы арабского и английского языков. В 2001—2002 годах также стал координатором молодёжных программ прихода. В 2000—2004 годах несколько раз посетил Святую Гору Афон.
В сентябре 2002 года поступил в Богословскую школу Святого Креста в Бруклайне (штат Массачусетс).
23 апреля 2004 года был рукоположен в сан диакона митрополитом Американским Филиппом (Салибой). 9 января 2005 года был рукоположен в сан пресвитера епископом Майамским Антонием (Хури).
В мае 2005 года окончил Богословскую школу Святого Креста со степенью магистра богословия (Master of Divinity).
С августа 2005 года до декабря 2011 года служил клириком храма святого Филиппа, принадлежавшего к Антиохийской православной церкви. 14 февраля 2010 года митрополитом Филиппом (Салибой) был возведён в сан архимандрита.
30 июля 2011 года на 50-м съезде Антиохийской архиепископии Митрополит Филипп объявил, что Священный Синод Антиохийской Православной Церкви архимандрита Николая (Озона), Иоанна (Абадаллу) и Антония (Майклза) к архиерейскому служению.
11 декабря того же года Успенском храме Баламандского монастыря состоялась его епископская хиротония, которую совершили: патриарх Антиохийский Игнатий IV, митрополит Библский и Ботрийский Георгий (Ходр), митрополит Бострийский, Хауранский, Джабал-аль-Арабский Савва (Эсбер), митрополит Алеппский Павел (Язиджи), епископ Лос-Анджелесский Иосиф (Зехлауи), епископ Дарайский Моисей (эль-Хури), епископ Сейднайский Лука (эль-Хури), епископ Каррский Гаттас (Хазим),  епископ Сафитский Димитрий (Шарбак), епископ Аль-Хоснский Илия (Туме) и епископ Сергиопольский Марк (Хури). После этого епископ Николай проживал в штаб-квартире Антиохийской архиепископии в Энглвуде, штат Нью-Джерси, откуда управлял епархией Нью-Йорка и Вашингтона (округ Колумбия) и служил помощником митрополита Иосифа.
3 августа 2017 года указом митрополита Американского Иосифа был назначен епископом Майамским. Митрополит Иосиф отмечал, что епископ Николай, «будучи епископом Нью-Йоркской и Вашингтонской епархии в течение последних шести лет, доказал, что является эффективным пастырем и отцом для всего духовенства и мирян, особенно для подростков и молодых взрослых. Кроме того, Его Преосвященство был успешным и заслуживающим доверия администратором, особенно в последние шесть лет в качестве помощника митрополита трижды блаженной памяти Филиппа и меня. Я уверен, что он сделает то же самое в епархии Майами и на юго-востоке страны».